# Eosimops
Eosimops es un género extinto de terápsidos dicinodontos que vivieron durante el Pérmico medio en lo que ahora es África.
Sus restos fósiles han aparecido en la zona de Karoo en Sudáfrica; su holotipo, NHMUK R5749, es un cráneo con mandíbula bastante estropeados. Posteriormente han aparecido otros restos mucho más completos y mejor conservados.